# Landkreis Bautzen
Der Landkreis Bautzen (obersorbisch Wokrjes Budyšin) in Ostsachsen ist der flächenmäßig größte Landkreis des Freistaates mit Bautzen, Bischofswerda, Hoyerswerda, Kamenz und Radeberg als Großen Kreisstädten. Er grenzt im Norden an Brandenburg, im Osten an den Landkreis Görlitz, im Süden an Tschechien und den Landkreis Sächsische Schweiz-Osterzgebirge. Die westlichen Nachbarn sind die Landeshauptstadt Dresden und der Landkreis Meißen. Der Kreis ist Mitglied der Euroregion Neiße.

## Geographie
Der Kreis erstreckt sich von der brandenburgischen Grenze über das Biosphärenreservat Oberlausitzer Heide- und Teichlandschaft und das Lausitzer Bergland um Wilthen und Cunewalde (umgangssprachlich als Oberland bezeichnet) bis zur tschechischen Grenze bei Sohland an der Spree. Die höchste Erhebung ist der Valtenberg (587 m) bei Neukirch/Lausitz. Die größte Nord-Süd-Ausdehnung des Kreises beträgt ca. 63 km und die größte Ost-West-Ausdehnung ca. 65 km.
Der größte Fluss im Kreisgebiet ist die Spree, die durch Bautzen fließt. Kleinere Flüsse sind der Spreearm Kleine Spree, das Schwarzwasser, das Löbauer Wasser, die Schwarze Elster, die Große Röder und die Wesenitz, an der Bischofswerda liegt. Das flächenmäßig größte Gewässer ist der Speichersee Lohsa II bei Lohsa. Im Zentrum des Landkreises gibt es zahlreiche Teiche und Seen, die zu Zwecken der Fischerei angelegt wurden.
Das 2390 km² große Kreisgebiet ist im Norden vorwiegend mit Kiefernwald bedeckt, der mittlere Teil ist intensiv bewirtschaftet, während im Lausitzer Bergland Fichten- oder Mischwald überwiegt.
Der Flächenschwerpunkt des Landkreises befindet sich in Neudörfel (Gemeinde Räckelwitz).
Siehe auch: Liste der Landschaften in Sachsen, Kategorie:Gewässer im Landkreis Bautzen, Naturräume in Sachsen

## Geschichte
Seine heutige Gestalt erhielt der Landkreis am 1. August 2008, als die Landkreise Bautzen und Kamenz sowie die seit 1996 kreisfreie Stadt Hoyerswerda im Rahmen der Kreisreform Sachsen 2008 zusammengelegt wurden.
Am 25. Mai 2009 erhielt der Landkreis den von der Bundesregierung verliehenen Titel „Ort der Vielfalt“.
Siehe auch: Oberlausitz

## Bevölkerung
| Jahr | Einwohner |
| ---- | --------- |
| 2008 | 328.990   |
| 2010 | 321.511   |
| 2015 | 306.273   |
| 2020 | 298.010   |
| 2021 | 296.290   |
| 2022 | 297.711   |

Stand: 31. Dezember des jeweiligen Jahres
Der Zensus 2022 ermittelte 296.168 Einwohner für den Landkreis Bautzen, von denen 96,8 % Deutsche und 3,2 % ausländische Staatsbürger waren. Damit liegt der Ausländeranteil im Kreis Bautzen deutlich unter dem Wert für den Freistaat Sachen, welcher laut Zensus bei 6,3 % lag.
Konfessionell setzt sich die Bevölkerung zum Zensusstichtag aus 8,4 % Katholiken und 19,3 % evangelischen Christen zusammen. Die restlichen 72,4 % machen keine Angaben zu ihrem religiösen Bekenntnis, gehören einer anderen Religionsgemeinschaft an oder sind ohne religiöses Bekenntnis. Der Anteil der Katholiken liegt im Kreis Bautzen so deutlich über dem sächsischen Landesdurchschnitt von 3,5 %; auch der Anteil der Protestanten ist leicht höher als im gesamten Freistaat Sachsen (16,4 %).

## Politik

### Kreistag
Der Kreistag des Landkreises Bautzen wurde zuletzt am 9. Juni 2024 gewählt. Die 92 Sitze im Kreistag verteilen sich folgendermaßen auf die einzelnen Parteien:
| Wahl des Kreistages Bautzen 2024 %403020100 34,827,210,09,05,93,52,82,21,00,8 AfDCDUFWcBSWSPDLinkeFSgGrüneFDPSWZ/ SWVjSonst.Gewinne und Verlusteim Vergleich zu 2019 %p 10 8 6 4 2 0 −2 −4 −6 −8+5,4−1,9± 0,0+9,0−2,5−6,8+2,8−2,3−3,9−0,4+0,7AfDCDUFWBSWSPDLinkeFSGrüneFDPSWZ/ SWVSonst.Anmerkungen:c Freie Wähler Kreisverband Bautzeng Bündnis Oberlausitz / Freie Sachsenj Serbske wolerske zjednoćenstwo/Sorbische Wählervereinigung |

- BSW: 8
- Linke: 3
- SPD: 6
- Grüne: 3
- SWZ/SWV: 1
- FDP: 2
- FW: 9
- CDU: 25
- AfD: 32
- FS: 3

Wahlergebnisse der beiden vergangenen Kreistagswahlen
| Parteien und Wählergemeinschaften   | Parteien und Wählergemeinschaften                                                             | Prozent 2024 | Sitze 2024 | Prozent 2019 | Sitze 2019 | Prozent 2014 | Sitze 2014 |
| ----------------------------------- | --------------------------------------------------------------------------------------------- | ------------ | ---------- | ------------ | ---------- | ------------ | ---------- |
| AfD                                 | Alternative für Deutschland                                                                   | 34,8         | 32         | 29,4         | 29         | 1,3          | 1          |
| CDU                                 | Christlich Demokratische Union Deutschlands                                                   | 27,2         | 25         | 29,1         | 29         | 44,4         | 45         |
| FW                                  | Freie Wähler Kreisverband Bautzen                                                             | 10,0         | 9          | 10,0         | 10         | 8,7          | 9          |
| BSW                                 | Bündnis Sahra Wagenknecht                                                                     | 9,0          | 8          | —            | —          | —            | —          |
| SPD                                 | Sozialdemokratische Partei Deutschlands                                                       | 5,9          | 6          | 8,4          | 8          | 10,9         | 11         |
| DIE LINKE.                          | DIE LINKE.                                                                                    | 3,5          | 3          | 10,3         | 10         | 17,5         | 18         |
| Bündnis Oberlausitz / FREIE SACHSEN | Bündnis Oberlausitz / Freie Sachsen                                                           | 2,8          | 3          | —            | —          | —            | —          |
| GRÜNE                               | Bündnis 90/Die Grünen                                                                         | 2,8          | 3          | 5,1          | 5          | 3,7          | 3          |
| FDP                                 | Freie Demokratische Partei                                                                    | 2,2          | 2          | 6,1          | 6          | 5,1          | 5          |
| SWZ/SWV                             | Serbske wolerske zjednoćenstwo/Sorbische Wählervereinigung                                    | 1,0          | 1          | 1,4          | 1          | 1,8          | 1          |
| Die PARTEI                          | Partei für Arbeit, Rechtsstaat, Tierschutz, Elitenförderung und basisdemokratische Initiative | 0,4          | —          | —            | —          | —            | —          |
| WiR                                 | Wählervereinigung im Rödertal e. V.                                                           | 0,4          | —          | —            | —          | —            | —          |
| LA                                  | Lausitzer Allianz                                                                             | —            | —          | 0,1          | —          | —            | —          |
| NPD                                 | Nationaldemokratische Partei Deutschlands                                                     | —            | —          | —            | —          | 5,7          | 5          |
| Gesamt                              | Gesamt                                                                                        | 100,0        | 92         | 100,0        | 98         | 100,0        | 98         |
| Wahlbeteiligung                     | Wahlbeteiligung                                                                               | 69,0 %       | 69,0 %     | 64,7 %       | 64,7 %     | 52,1 %       | 52,1 %     |

Im Kreistag haben sich nach der Kommunalwahl 2024 folgende Fraktionen gebildet: AfD (32 Mitglieder), CDU (25 Mitglieder), FW (inkl. SWZ/SWV, 10 Mitglieder), BSW (8 Mitglieder), SPD (6 Mitglieder), Die Linke (3 Mitglieder), Freie Sachsen (3 Mitglieder), Grüne (3 Mitglieder) und FDP (2 Mitglieder).

### Landrat
Bei der Landratswahl am 7. Juni 2015 setzte sich Michael Harig (CDU) mit 72,4 % der Stimmen gegen Jens Bitzka (B90/Grüne, SPD, Linke) durch. Harig war seit 2001 Landrat des Landkreises Bautzen. 2022 wurde erstmals ein zweiter Wahlgang im Landkreis nötig. Dabei setzte sich Udo Witschas (CDU) mit 43,5 % durch.
| Bewerber fett: Amtsinhaber            | Vorschlag                             | Stimmen                               | Anteil in %                           | gewählt                               | Stimmen                              | Anteil in %                          | gewählt                              |
| erster Wahlgang                       | erster Wahlgang                       | erster Wahlgang                       | erster Wahlgang                       | erster Wahlgang                       | zweiter Wahlgang[Anm. 1]             | zweiter Wahlgang[Anm. 1]             | zweiter Wahlgang[Anm. 1]             |
| 12. Juni 2022 Wahlbeteiligung: 47,6 % | 12. Juni 2022 Wahlbeteiligung: 47,6 % | 12. Juni 2022 Wahlbeteiligung: 47,6 % | 12. Juni 2022 Wahlbeteiligung: 47,6 % | 12. Juni 2022 Wahlbeteiligung: 47,6 % | 3. Juli 2022 Wahlbeteiligung: 36,7 % | 3. Juli 2022 Wahlbeteiligung: 36,7 % | 3. Juli 2022 Wahlbeteiligung: 36,7 % |
| Frank Peschel                         | AfD                                   | 32.284                                | 28,1                                  | keiner: 2. Wahlgang nötig             | 24.147                               | 27,0                                 |                                      |
| Udo Witschas                          | CDU                                   | 44.123                                | 38,4                                  | keiner: 2. Wahlgang nötig             | 38.876                               | 43,5                                 | ×                                    |
| Alex Theile                           | SPD, Die Linke, Grüne                 | 28.779                                | 25,0                                  | keiner: 2. Wahlgang nötig             | 21.343                               | 23,9                                 |                                      |
| Tobias Jantsch                        | Jantsch                               | 9.846                                 | 8,6                                   | keiner: 2. Wahlgang nötig             | 4.926                                | 5,5                                  |                                      |
| 7. Juni 2015 Wahlbeteiligung: 40,0 %  |                                       |                                       |                                       |                                       |                                      |                                      |                                      |
| Rainer Michael Harig                  | CDU                                   | 71.111                                | 72,4                                  | ×                                     |                                      |                                      |                                      |
| Jens Bitzka                           | Grüne                                 | 27.106                                | 27,6                                  |                                       |                                      |                                      |                                      |
| 8. Juni 2008 Wahlbeteiligung: 47,7 %  |                                       |                                       |                                       |                                       |                                      |                                      |                                      |
| Michael Harig                         | CDU                                   | 67.631                                | 51,6                                  | ×                                     |                                      |                                      |                                      |
| Regina Schulz                         | Die Linke                             | 22.282                                | 17,0                                  |                                       |                                      |                                      |                                      |
| Roland Fleischer                      | SPD                                   | 12.054                                | 9,2                                   |                                       |                                      |                                      |                                      |
| Mario Ertel                           | NPD                                   | 7.196                                 | 5,5                                   |                                       |                                      |                                      |                                      |
| Jörg Stern                            | Grüne                                 | 4.474                                 | 3,4                                   |                                       |                                      |                                      |                                      |
| Henry Nitzsche                        | Bündnis AFV                           | 17.323                                | 13,2                                  |                                       |                                      |                                      |                                      |

[Anm. 1] Ein zweiter Wahlgang wird nur nötig, wenn kein Kandidat aus dem ersten Wahlgang die absolute Mehrheit erzielt hat und damit direkt gewählt ist. Im zweiten Wahlgang ist die relative Mehrheit für die Wahl zum Landrat ausreichend. Bewerber, die im ersten Wahlgang antreten, können vor dem zweiten Wahlgang ihre Kandidaturen zurückziehen. Ein zweiter Wahlgang wurde bisher 2022 nötig.

### Kreispartnerschaften
- Main-Tauber-Kreis, Baden-Württemberg, seit 1990

### Sonstiges
Im Kreisgebiet des Landkreises Bautzen gewann bei der Landtagswahl in Sachsen 2024 die AfD 2024 vier von fünf Direktmandaten. Neben Jörg Urban sind dies Frank Peschel, Doreen Schwietzer und Timo Schreyer. Diese vier AfD-Kandidaten waren bereits seit 2019 im Landtag vertreten und wurden 2024 erneut gewählt. Den fünften Wahlkreis gewann Elaine Jentsch (CDU). Über die Landesliste sind aus dem Landkreis Bautzen Marko Schiemann (CDU), Laura Stellbrink (SPD) und  Ines Biebrach (BSW) gewählt.

## Wirtschaft und Verkehr

### Wirtschaft
Im Zukunftsatlas 2019 belegte der Landkreis Bautzen Platz 294 von 402 Landkreisen und kreisfreien Städten in Deutschland und zählt damit zu den Regionen mit „ausgeglichenen Chancen und Risiken“. Der Landkreis Bautzen hat sich seit der letzten Prognose um 24 Plätze verbessert. 2016 galt der Landkreis noch als Region mit „Zukunftsrisiken“.

### Straße
Durch den Landkreis verlaufen die Bundesstraßen 6 (Dresden–Bautzen–Görlitz), 96 (Hoyerswerda–Bautzen–Zittau), 97 (Cottbus-Dresden), 98 (Zeithain−Laußnitz und Bischofswerda–Oppach) und 156 (Weißwasser–Bautzen). Außerdem verläuft die Autobahn 4 (Dresden–Görlitz) auf 65,22 km Länge über das Gebiet des Landkreises. In diesem befinden sich zehn Anschlussstellen, nämlich Hermsdorf, Ottendorf-Okrilla, Pulsnitz, Ohorn, Burkau, Uhyst am Taucher, Salzenforst, Bautzen-West, Bautzen-Ost und Weißenberg.

### Luft
Verkehrsflugplätze befinden sich in Litten östlich von Bautzen und bei Kamenz, Sonderflugplätze in Klix, Nardt bei Hoyerswerda und Brauna. Der Flughafen Dresden befindet sich in unmittelbarer Nähe zur westlichen Kreisgrenze.

### Bahn
Das Rückgrat der Eisenbahnverbindungen im Kreis Bautzen ist die Bahnstrecke Görlitz–Dresden über Radeberg, Bischofswerda und Bautzen, von der die Strecken Dresden-Klotzsche–Königsbrück, Arnsdorf–Kamenz und Bischofswerda–Zittau abzweigen. Im Norden quert die Bahnstrecke Węgliniec–Ruhland(–Roßlau) über Hoyerswerda das Kreisgebiet.
Im Personenverkehr fahren auf diesen Strecken Regionalzüge der Unternehmen DB Regio, Die Länderbahn (trilex), Städtebahn Sachsen und ODEG sowie auf der Strecke nach Hoyerswerda Züge der S-Bahn Mitteldeutschland. Fernverkehrszüge verkehren auf diesen Strecken nicht mehr.

### ÖPNV
Das weitere Kreisgebiet ist durch Regionalbuslinien erschlossen. Aufgrund der Kreisgebietsreform befindet sich der Landkreis in zwei Verkehrsverbünden. Der Altlandkreis Kamenz sowie Hoyerswerda liegen im Verkehrsverbund Oberelbe (VVO), der Altlandkreis Bautzen im Verkehrsverbund Oberlausitz-Niederschlesien (ZVON).

## Schutzgebiete
Im Landkreis befinden sich 20 ausgewiesene Naturschutzgebiete (Stand Februar 2017).

## Städte und Gemeinden
Nachfolgend werden alle selbständigen politischen Einheiten des Landkreises genannt. Alle Siedlungen finden sich in der Liste der Orte im Landkreis Bautzen. Die Einwohnerzahlen sind vom 31. Dezember 2024. Kursiv geschriebene sorbische Gemeindenamen haben keinen offiziellen Status.
| Gemeindename (deutsch) | Gemeindename (sorbisch) | Gemeindeart      | VG/VV                  | Einwohner | Fläche (km²) | Einwohner pro km² | Postleit zahl       | Telefon- vorwahl       |
| ---------------------- | ----------------------- | ---------------- | ---------------------- | --------- | ------------ | ----------------- | ------------------- | ---------------------- |
| Arnsdorf               |                         | Gemeinde         |                        | 4960      | 35,8         | 131               | 01477               | 035200                 |
| Bautzen                | Budyšin                 | Große Kreisstadt |                        | 37.566    | 66,6         | 612               | 02625               | 03591, 035935          |
| Bernsdorf              | Njedźichow              | Stadt            |                        | 6242      | 59,6         | 116               | 02994               | 035723                 |
| Bischofswerda          | Biskopicy               | Große Kreisstadt | Bischofswerda          | 10.576    | 46,3         | 264               | 01877               | 03594                  |
| Burkau                 | Porchow                 | Gemeinde         |                        | 2595      | 31,8         | 90                | 01906               | 035953                 |
| Crostwitz              | Chrósćicy               | Gemeinde         | Am Klosterwasser       | 1032      | 13,3         | 83                | 01920               | 035796                 |
| Cunewalde              | Kumwałd                 | Gemeinde         |                        | 4458      | 26,6         | 195               | 02733               | 035877                 |
| Demitz-Thumitz         | Zemicy-Tumicy           | Gemeinde         |                        | 2642      | 21,1         | 139               | 01877               | 03594, 035930, 035953  |
| Doberschau-Gaußig      | Dobruša-Huska           | Gemeinde         |                        | 4203      | 40,5         | 110               | 01877, 02633, 02692 | 03591, 03592, 035930   |
| Elsterheide            | Halštrowska Hola        | Gemeinde         |                        | 3269      | 126,8        | 30                | 02979               | 03564, 03571           |
| Elstra                 | Halštrow                | Stadt            |                        | 2651      | 32,6         | 90                | 01920               | 035793                 |
| Frankenthal            |                         | Gemeinde         | Großharthau            | 891       | 9,4          | 107               | 01909               | 035954                 |
| Göda                   | Hodźij                  | Gemeinde         |                        | 2917      | 43,3         | 76                | 02633               | 035930                 |
| Großdubrau             | Wulka Dubrawa           | Gemeinde         |                        | 4029      | 54,2         | 81                | 02694               | 035932, 035934, 035935 |
| Großharthau            |                         | Gemeinde         | Großharthau            | 2952      | 37,3         | 85                | 01909               | 035200, 035954         |
| Großnaundorf           |                         | Gemeinde         | Pulsnitz               | 888       | 15           | 69                | 01936               | 035955                 |
| Großpostwitz           | Budestecy               | Gemeinde         | Großpostwitz-Obergurig | 2730      | 16,4         | 179               | 02692               | 035938                 |
| Großröhrsdorf          |                         | Stadt            |                        | 9477      | 41,0         | 233               | 01900               | 035952                 |
| Haselbachtal           |                         | Gemeinde         |                        | 3882      | 37,5         | 116               | 01920               | 03578                  |
| Hochkirch              | Bukecy                  | Gemeinde         |                        | 2162      | 41,7         | 59                | 02627               | 035939                 |
| Hoyerswerda            | Wojerecy                | Große Kreisstadt |                        | 30.759    | 95,1         | 402               | 02977               | 03571, 035722          |
| Kamenz                 | Kamjenc                 | Große Kreisstadt |                        | 16.918    | 53,2         | 323               | 01917               | 03578                  |
| Königsbrück            | Kinspork                | Stadt            | Königsbrück            | 4665      | 77,8         | 58                | 01936               | 035795                 |
| Königswartha           | Rakecy                  | Gemeinde         |                        | 3359      | 47           | 81                | 02699               | 035931                 |
| Kubschütz              | Kubšicy                 | Gemeinde         |                        | 2428      | 43,5         | 64                | 02627               | 03591                  |
| Laußnitz               | Łužnica                 | Gemeinde         | Königsbrück            | 1811      | 63,7         | 31                | 01936               | 035795                 |
| Lauta                  | Łuty                    | Stadt            |                        | 7726      | 41,9         | 226               | 02991               | 035722                 |
| Lichtenberg            |                         | Gemeinde         | Pulsnitz               | 1607      | 14,8         | 114               | 01896               | 035955                 |
| Lohsa                  | Łaz                     | Gemeinde         |                        | 4978      | 134,2        | 44                | 02999               | 035724, 035726         |
| Malschwitz             | Malešecy                | Gemeinde         |                        | 4818      | 93,2         | 54                | 02694               | 035932, 03591          |
| Nebelschütz            | Njebjelčicy             | Gemeinde         | Am Klosterwasser       | 1183      | 22,9         | 53                | 01920               | 03578                  |
| Neschwitz              | Njeswačidło             | Gemeinde         | Neschwitz              | 2332      | 46           | 54                | 02699               | 035933, 035937         |
| Neukirch               |                         | Gemeinde         | Königsbrück            | 1592      | 39,5         | 44                | 01936               | 035795                 |
| Neukirch/Lausitz       | Wjazońca                | Gemeinde         |                        | 4742      | 21,3         | 248               | 01904               | 035951                 |
| Obergurig              | Hornja Hórka            | Gemeinde         | Großpostwitz-Obergurig | 2047      | 9,8          | 219               | 02692               | 035938                 |
| Ohorn                  |                         | Gemeinde         | Pulsnitz               | 2443      | 12,1         | 201               | 01896               | 035955                 |
| Oßling                 | Wóslink                 | Gemeinde         |                        | 2191      | 43,6         | 57                | 01920               | 035792                 |
| Ottendorf-Okrilla      |                         | Gemeinde         |                        | 9909      | 25,9         | 383               | 01458               | 035205                 |
| Panschwitz-Kuckau      | Pančicy-Kukow           | Gemeinde         | Am Klosterwasser       | 2036      | 23,4         | 92                | 01900               | 035796                 |
| Pulsnitz               | Połčnica                | Stadt            | Pulsnitz               | 7246      | 26,7         | 290               | 01896               | 035955                 |
| Puschwitz              | Bóšicy                  | Gemeinde         | Neschwitz              | 782       | 11,7         | 81                | 02699               | 035933                 |
| Räckelwitz             | Worklecy                | Gemeinde         | Am Klosterwasser       | 1137      | 11,5         | 102               | 01920               | 035796                 |
| Radeberg               |                         | Große Kreisstadt |                        | 18.683    | 29,7         | 617               | 01454               | 03528                  |
| Radibor                | Radwor                  | Gemeinde         |                        | 3084      | 61,9         | 55                | 02627               | 035935                 |
| Ralbitz-Rosenthal      | Ralbicy-Róžant          | Gemeinde         | Am Klosterwasser       | 1741      | 31,7         | 55                | 01900               | 035796                 |
| Rammenau               | Ramnow                  | Gemeinde         | Bischofswerda          | 1321      | 10,8         | 136               | 01877               | 03594                  |
| Schirgiswalde-Kirschau | Šěrachow-Korzym         | Stadt            |                        | 5849      | 24,3         | 274               | 02681               | 03592, 035938          |
| Schmölln-Putzkau       | Smělna-Póckowy          | Gemeinde         |                        | 2972      | 32,9         | 99                | 01877               | 03594                  |
| Schwepnitz             | Sepicy                  | Gemeinde         |                        | 2425      | 55,5         | 47                | 01936               | 035797                 |
| Sohland                | Załom                   | Gemeinde         |                        | 6317      | 37,3         | 195               | 02686-02689         | 035936                 |
| Spreetal               | Sprjewiny Doł           | Gemeinde         |                        | 1702      | 108,8        | 19                | 02979               | 035727                 |
| Steina                 | Sćenjow                 | Gemeinde         | Pulsnitz               | 1648      | 12,5         | 141               | 01920               | 035955                 |
| Steinigtwolmsdorf      | Wołbramecy              | Gemeinde         |                        | 2582      | 18           | 177               | 01904               | 035951                 |
| Wachau                 |                         | Gemeinde         |                        | 4233      | 38,1         | 117               | 01454               | 03528, 035205          |
| Weißenberg             | Wóspork                 | Stadt            |                        | 3024      | 50,9         | 67                | 02627               | 035876                 |
| Wilthen                | Wjelećin                | Stadt            |                        | 4642      | 17,1         | 333               | 02679-02681         | 03592                  |
| Wittichenau            | Kulow                   | Stadt            |                        | 5554      | 60,7         | 99                | 02997               | 035725                 |

## Kfz-Kennzeichen
Am 1. August 2008 wurde dem Landkreis das seit dem 1. Januar 1991 für den damaligen Landkreis Bautzen gültige Unterscheidungszeichen BZ zugewiesen. Seit dem 9. November 2012 sind durch die Kennzeichenliberalisierung zudem die Unterscheidungszeichen BIW (Bischofswerda), HY (Hoyerswerda) und KM (Kamenz) erhältlich.

## Bundeswehr
Im Dezember 2023 gab das Bundesministerium der Verteidigung bekannt, dass im Landkreis Bautzen in der Kleinstadt Bernsdorf eine neue Kaserne mit Standortübungsplatz und -schießanlage entstehen soll. Der neue Bundeswehrstandort soll 800 Dienstposten umfassen, davon 700 Soldaten des neu aufzustellenden Logistikbataillons 471, das vorerst im Camp Oerbke auf dem Truppenübungsplatz Bergen stationiert werden wird. Das Gelände wurde vom Freistaat Sachsen vorgeschlagen. Der Neubau ist eine Maßnahme zum Ausgleich der Folgen des Endes des Braunkohlebergbaus im Lausitzer Braunkohlerevier.